# 米格爾·烏丹加林
米格爾·烏丹加林-波旁（Miguel de Todos los Santos Urdangarín y de Borbón，2002年4月30日—）是西班牙王室的成員之一。他是西班牙國王胡安·卡洛斯一世與王后索菲亞的外孫子，恩納基·烏丹加林與克里斯蒂娜公主所生的第三子，也是西班牙王位的繼承人之一。